# Larkinor
Larkinor Quest ou simplesmente Larkinor é um jogo online HTML-based, com um tema de fantasia. Foi criado por uma equipe húngara, mas possui uma versão em inglês. É um jogo do tipo roleplay, onde você cria um personagem que vive em uma ilha, em um estilo medieval. Todos os jogadores começam na cidade fictícia de Larkinor, e os jogadores podem lutar uns contra os outros e também podem enfrentar uma grande série de montros. Os jogadores podem treinar para ser um guerreiro, um mago ou um arqueiro, apesar de o jogo permitir um personagem ser os três ao mesmo tempo. Os jogadores também podem comprar e vender itens entre si e alguns podem roubar itens que outros jogadores estiverem carregando.
Você pode escolher entre jogar a versão gratuita do jogo, mas sendo membro, claro, você tem uma série de vantagens. Essas vantagens incluem ganhar 12.000 clicks de bônus por se tornar um membro pela primeira vez. Os clicks definem por quanto tempo você pode jogar em um determinado dia. Um personagem ganha um determinado números de clicks por dia, e quando eles acabam, o jogador só pode voltar a jogar no próximo dia.
O jogo recebe esse nome (em português, "Missão Larkinor") por ter o objetivo de um personagem juntar uma quantia de 1,000,000 de silvers (moeda usada do jogo) para pagar o rei que governa a ilha e adquirir a liberdade para viajar para outra ilha. Mesmo assim, quando um jogador atinge essa meta, não significa que o jogo terminou, mas pelo contrário, o jogo apenas fica maior, mesmo por que para de fato conseguir sair da ilha, é preciso acumular uma quantia de 6,250,000 silvers, uma parte sendo para pagar o rei e outra para comprar um navio.